# Хёльцель, Адольф
Адольф Рихард Хёльцель (нем. Adolf Richard Hölzel; 13 мая 1853, Ольмюц — 17 октября 1934, Штутгарт) — немецкий художник, один из предтеч абстракционизма.

## Биография
А. Хёльцель родился в Моравии, в семье издателя. В юности обучался на наборщика и графика. В 1871 году его семья переезжает в Вену, где он в 1872 году поступает в Венскую Академию живописи. Продолжает своё образование как художник с 1876 года в Мюнхене. В 1882 году заканчивает учёбу и женится. С 1876 года вместе с женой и сыном поселяется в Ротенбурге-об-дер-Таубер, часто наезжая в Мюнхен. Здесь знакомится с художниками Людвигом Диллем и Артуром Лангхаммером и основывает вместе с ними Художественную школу Дахау, в одном из мюнхенских предместьев. А.Хёльцель был одним из первых обитателей колонии художников в Дахау(«Нео-Дахау»), здесь он жил и работал с 1888 года по 1905 год.
С 1905 года мастер преподаёт в Государственной Академии искусств Штутгарта. Среди его учеников выделяются Вилли Баумейстер, Оскар Шлеммер, Макс Аккерман, Иоганнес Иттен, Ида Керковиус. В 1919 году А.Хёльцель выходит на пенсию, однако продолжает давать уроки рисования приватно. С 1920 года он увлекается пастельной живописью, также росписью стекла и керамики.
Большое количество работ А.Хёльцеля собрано в Государственной галерее Штутгарта.